# Rivière Chicot
Pour les articles homonymes, voir Chicot.
La rivière Chicot est un cours d'eau traversant les municipalités de Saint-Didace, Saint-Barthélemy, Saint-Gabriel-de-Brandon, Saint-Cuthbert et de Sainte-Geneviève-de-Berthier, dans la municipalité régionale de comté (MRC) D’Autray, dans la région administrative de Lanaudière, au Québec, au Canada. La rivière Chicot est un affluent du Chenal aux Castors qui coule vers la rive nord du fleuve Saint-Laurent.

## Géographie
La source de la rivière Chicot est située dans Saint-Didace à :
- 2,9 km au sud-est du pont du village de Saint-Didace ;
- 7,5 km à l'est du Lac Maskinongé ;
- 24,7 km au nord-ouest de la rive nord-ouest du fleuve Saint-Laurent.

La rivière Chicot coule sur km, selon les segments suivants :

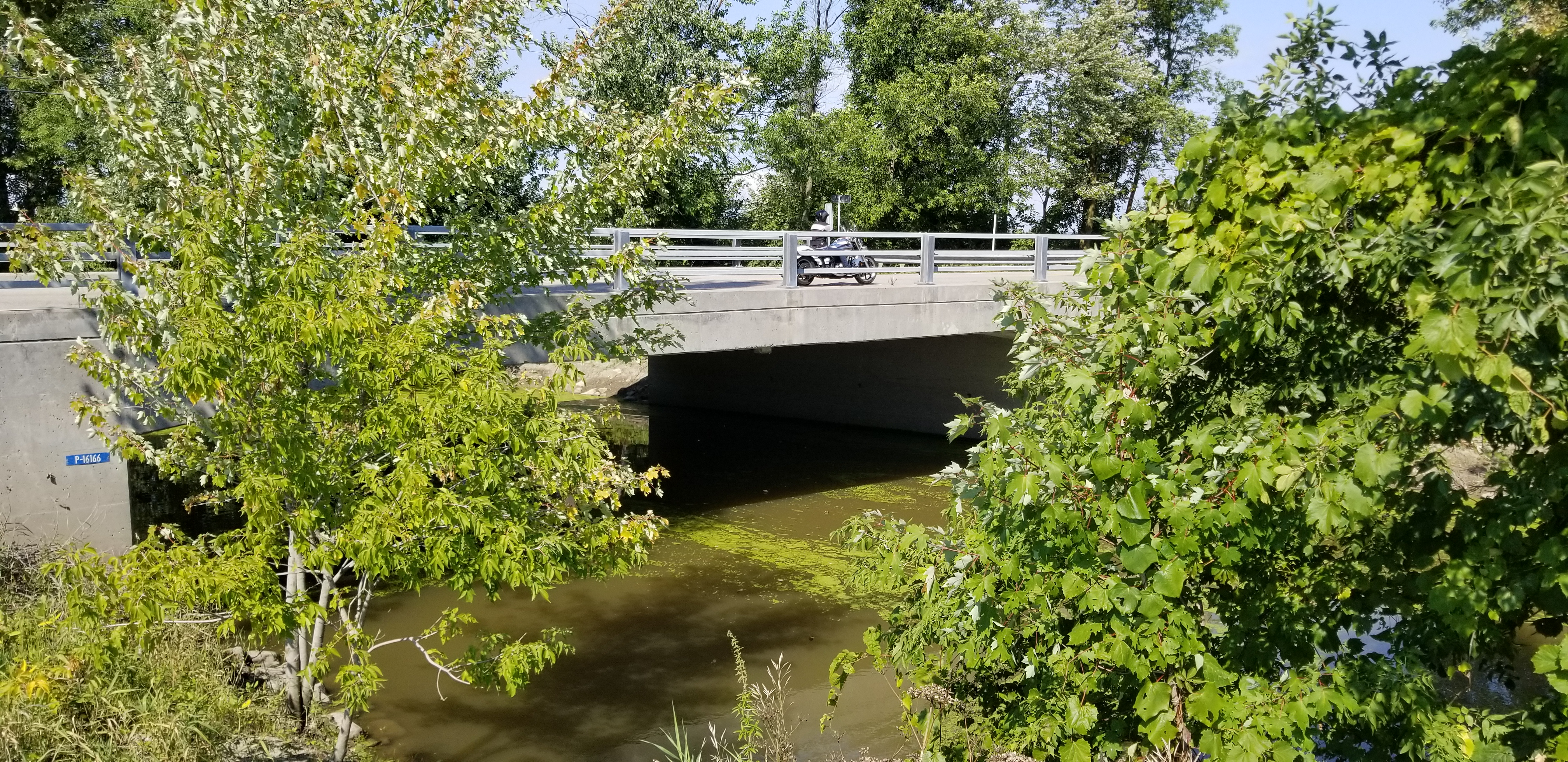
Pont de la route 138 enjambant la rivière Chicot à Saint-Ignace-de-Loyola le 15 septembre 2018.

Cours supérieur de la rivière Chicot (segment de 15,9 km)
À partir de sa source, la partie supérieure de la rivière Chicot coule surtout en zone forestière sur :  
- 2,0 km vers le sud dans Saint-Didace en formant un crochet vers le nord-est, jusqu’à la limite de Saint-Barthélemy ;
- 1,0 km vers le sud-ouest en chevauchant la limite entre Saint-Didace et Saint-Barthélemy, jusqu'à la limite de Saint-Gabriel-de-Brandon ;
- 0,2 km vers le sud-ouest dans Saint-Gabriel-de-Brandon, jusqu’à la limite de Saint-Barthélemy ;
- 2,1 km vers le sud-est dans Saint-Barthélemy, jusqu’au pont routier ;
- 4,2 km vers le sud-est, jusqu’à la décharge du lac Dupras (venant du nord-est) ;
- 3,4 km vers le sud-ouest, jusqu’à la limite de Saint-Cuthbert ;
- 3,0 km vers le sud-ouest dans Saint-Cuthbert, jusqu’au ruisseau Saint-André (venant du nord) ;

Cours inférieur de la rivière Chicot (segment de 20,6 km)
À partir de la confluence du ruisseau Saint-André, la rivière Chicot coule en zone agricole dans les Basses-terres du Saint-Laurent sur : 
- 3,2 km (ou 2,3 km en ligne directe) vers le sud dans Saint-Cuthbert, jusqu’au pont ferroviaire ;
- 4,6 km (ou 2,8 km en ligne directe) vers le sud, jusqu’au pont de la rue du Moulin ;
- 5,1 km (ou 2,8 km en ligne directe) vers le sud-est, jusqu’au pont de la Traverse du Moulin-Doucet ;
- 3,1 km (ou 2,2 km en ligne directe) vers le sud-est, jusqu’au pont de l'autoroute 40 ;
- 2,1 km vers l'est dont 1,9 km dans Sainte-Geneviève-de-Berthier, jusqu’au pont de la route 138 ;
- 1,0 km vers l'Est, jusqu’à la limite de Saint-Cuthbert ;
- 1,5 km vers l'est dans Saint-Cuthbert, jusqu’à la confluence de la rivière[1].

La rivière Chicot se déverse sur la rive nord du Chenal aux Castors, face à l'Île Dupas laquelle fait partie des Îles de Berthier de l'archipel du Lac Saint-Pierre sur fleuve Saint-Laurent. 
La confluence de la rivière Chicot est située à :
- 8,6 km à l'est du centre du village de Saint-Cuthbert ;
- 5,4 km au nord-est de la confluence de la rivière Bayonne.

## Toponymie
Le toponyme rivière Chicot a été officialisé le 2 avril 1981 à la Commission de toponymie du Québec.